# Innergemeinschaftliche Leistung
Innergemeinschaftliche Leistung ist ein Begriff des Umsatzsteuerrechts, mit dem eine sonstige Leistung innerhalb der Europäischen Union bezeichnet wird. Voraussetzung einer innergemeinschaftlichen Leistung ist, dass sowohl Leistender als auch Leistungsempfänger Unternehmer sind, die in unterschiedlichen Mitgliedstaaten der Europäischen Union ansässig sind.

## Ziel der Regelung
Die Regelung dient der Vereinfachung des innergemeinschaftlichen Dienstleistungsverkehrs zwischen Unternehmern. Sie soll zum einen vermeiden, dass der Leistungsempfänger die Erstattung von ihm in Rechnung gestellter Vorsteuer im Vorsteuervergütungsverfahren beantragen muss oder der Leistende sich im Staat des Leistungsempfängers umsatzsteuerlich registrieren lassen muss. Auch wenn äußerlich die innergemeinschaftliche Leistung der innergemeinschaftlichen Lieferung gleicht, handelt es sich um einen völlig unterschiedlichen Regelungsmechanismus.

## Verfahren
Liegen die Voraussetzungen vor, so gilt die sonstige Leistung als am Sitz des Leistungsempfängers ausgeführt. Dabei ist unerheblich, wo der Leistende die Dienstleistung tatsächlich ausführt. Damit kommt das Umsatzsteuerrecht am Sitz des Leistungsempfängers zur Anwendung. Gleichzeitig wird der Leistungsempfänger Schuldner der Umsatzsteuer (Umkehrung der Steuerschuldnerschaft) und hat die Steuer zu berechnen, an den Mitgliedstaat, in dem er seinen Sitz hat, abzuführen und kann die abgeführte Steuer gleichzeitig als Vorsteuer abziehen, soweit er zum Vorsteuerabzug berechtigt ist. Der Leistende hat den Umsatz in seiner zusammenfassenden Meldung unter Angabe der Umsatzsteueridentifikationsnummer des Leistungsempfängers zu erklären. Der Leistende stellt eine Rechnung ohne Umsatzsteuerausweis aus (Nettorechnung).

## Gesetzliche Grundlagen
Die Grundlage für die aktuell gültige Regelung der EU zur Innergemeinschaftliche Leistung bilden die Richtlinie 2006/112/EG des Rates vom 28. November 2006 über das gemeinsame Mehrwertsteuersystem sowie die darauf aufbauende Änderungsregelung Richtlinie 2010/45/EU des Rates vom 13. Juli 2010 zur Änderung der Richtlinie 2006/112/EG über das gemeinsame Mehrwertsteuersystem hinsichtlich der Rechnungsstellungsvorschriften. Diese Richtlinien enthalten die zentralen Vorgaben zur Handhabung des gemeinschaftlichen Umsatzsteuersystems, welche in den Mitgliedsstaaten der EU anschließend in die nationale Gesetzgebung überführt werden müssen.